# Huelga a la japonesa
Huelga a la japonesa (tiếng Tây Ban Nha có nghĩa là "đình công kiểu Nhật") là một truyền thuyết thành thị bắt nguồn từ Tây Ban Nha và Mỹ Latinh. Câu chuyện giải thích rằng đây là một hiện tượng mới nổi ở Nhật Bản như một thước đo áp lực của công đoàn khi mà người lao động dành nhiều nỗ lực và cống hiến cho công việc của họ hơn mức bình thường, gây ra tình trạng sản xuất dư thừa mà các chủ sở hữu ngành công nghiệp không thể phân phối trên thị trường, làm cho nền kinh tế bị gián đoạn nghiêm trọng.
Truyền thuyết này dựa trên nền văn hóa làm việc vĩ đại tồn tại ở Nhật Bản, cùng với sự xa xôi tương đối của đất nước này và phong cách sản xuất tinh gọn, khiến nó trở thành một câu chuyện đáng tin cậy. 